# Jiřina (hudebník)
JIŘINA, vlastním jménem Jirka Hilčer (* 15. prosince 1982 Praha) je český folk-punkový písničkář a harmonikář, který rovněž působí v hudební skupině Helemese. Tato kapela je chanson-punkovým uskupením vycházejícím z alternativního pojetí chansonu, punku, blues i world music vyznačující se živelností, energičností, nadsázkou a ironií. Stejné atributy můžeme pozorovat i v sólovém projektu zvaném Jiřina.
V rámci Besedy u Bigbítu 2019, ještě pod pseudonymem Jerky, otevírá večerní část programu na hlavním podiu.
V září 2019 vydává Jiřina vlastním nákladem EP album "A doma dobrý?" (JIŘINA Records 2019) nahraném v roce 2019 ve studiu Jámor - zvuk, mix a mastering Ondřej Ježek.
31. ledna 2020 Jiřina zahrál na koncertě v britském městě Leeds - klub The Primrose - kde také vystoupila legenda anglické SKA-punkové hudební scény China Shop Bull